# Szydlik iglasty
Szydlik iglasty, sum iglasty (Farlowella acus) – gatunek słodkowodnej ryby promieniopłetwej z rodziny zbrojnikowatych (Loricariidae). Gatunek typowy dla rodzaju Farlowella, jeden z najpospolitszych z tego rodzaju. Narażony na wyginięcie. Bywa hodowany w akwariach.

## Systematyka
Gatunek ten został opisany w 1853 roku przez Rudolfa Knera, który nadał gatunkowi nazwę Acestra acus. Jeszcze w tym samym roku włoski doktor i zoolog Fillippo De Filippi nadał dwie nazwy gatunkowi: Loricaria scolopacina i Farlowella scolopacina. Gatunki z rodzaju Farlowella wyglądają bardzo do siebie podobnie, ich rozróżnienie nastręcza trudności nawet ekspertom. Gatunek ten należy do zbrojnikowatcyh, określanych często jako glonojady.

## Występowanie
Zbrojnik ten występuje w dwóch miejscach w Ameryce Południowej, w rzece Torito i jeziorze Valencia w Wenezueli.

## Morfologia
W wielu źródłach długość ciała jest różnie podawana, szacuje się ją pomiędzy 16 a 25 cm.
Ciało jest wydłużone i mocno spłaszczone, przypominając małą gałązkę. Ciało pokryte płytkami kostnymi zamiast łuskami. Pysk wydłużony, a pod spodem znajduje się otwór gębowy (przyssawka). Ubarwienie szare lub popielate. Po bokach biegnie ciemny (brunatny) pas. Spód ciała jasny. Na oczach znajdują się płaty skórne, które chronią oczy ryby. Jest mistrzem kamuflażu.

## Ekologia i zachowanie
Występuje blisko brzegów, wśród gęstej roślinności w wodach wolno lub średnio płynących. Ludzie często omylnie pozyskują młode osobniki szydlika iglastego z korzeniami i roślinami, gdyż podczas żerowania nie wykonuje żadnych ruchów, nawet po wyciągnięciu jej na ląd.
Odżywia się glonami, roślinami wodnymi, pokarmem przeznaczonym dla zwierząt akwariowych, drewnem oraz okazjonalnie bezkręgowcami. Szydlikowi iglastemu w akwarium można podawać surową marchew.

### Rozmnażanie
Dymorfizm płciowy słabo widoczny, samiec ma wyrostki na pyszczku („bokobrody”) i jest mniejszy. Tarło odbywa się o świcie lub wieczorem. Samica składa ikrę (60–80 jaj) na gładkich powierzchniach (głazach i np. szybie). Następnie samiec opiekuje się ikrą, aż do wylęgu narybku.

## Warunki w akwarium
W akwarium 100L można chować parkę szydlików. Temperatura w akwarium może wynosić 22–28°C. Podłoże w akwarium powinno być piaszczyste, ażeby ryba nie pokaleczyła swojego otworu gębowego. Należy umieścić otoczaki, korzenie potorfowiskowe i rośliny. Może współgrać z innymi, łagodnymi rybami akwariowymi.

## Status
Międzynarodowa Unia Ochrony Przyrody (IUCN) uznaje szydlika iglastego za gatunek narażony na wyginiecie (VU – Vulnerable). Liczebność populacji nie jest znana, a jej trend uznaje się za spadkowy.